# 飛鳥井雅章
飛鳥井 雅章（あすかい まさあき、慶長16年3月1日（1611年4月13日）－延宝7年10月12日（1679年11月15日））は、江戸時代前期の公卿・歌人。権大納言・飛鳥井雅庸の三男。官位は従一位・権大納言。武家伝奏。飛鳥井家16代当主。

## 経歴
慶長16年（1611年）飛鳥井雅庸の子供として誕生し、兄・飛鳥井雅宣の嗣子として16代当主となる。
寛永20年（1643年）に参議、慶安2年（1649年）に権中納言、承応元年（1652年）に権大納言に任じられ、承応3年（1653年）から翌年まで賀茂伝奏、寛文元年（1661年）から同10年（1670年）まで武家伝奏を歴任し、延宝5年（1677年）に従一位に叙された。
明暦3年（1657年）後水尾院から古今伝授を受け、歌壇の中心的歌人として活躍した。和歌御会の歌題提出は飛鳥井家と冷泉家が担当したが、この時期には雅章一人で担当している。
家集に『雅章卿御詠』『雅章卿千首』、歌学書『飛鳥井雅章卿聞書』『尊師聞書』、歌文紀行『吉野紀行』がある。

## 系譜
- 父：飛鳥井雅庸
- 母：不詳
- 妻：烏丸光賢の娘
  - 男子：飛鳥井雅知（1630-1645）
  - 男子：飛鳥井雅直（1635-1662）
- 妻：四辻公遠の孫娘
  - 男子：難波宗量（1642-1704）- 難波宗種養子
- 妻：家女房
  - 男子：飛鳥井雅豊（1664-1712）
  - 男子：難波宗尚（1668-1699） - 兄宗量養子
- 生母不明の子女
  - 女子：中院通躬正室
  - 女子：平松時量室
  - 女子：小川坊城俊広室
  - 女子：吉田兼起室 - 吉田兼敬母